# Kabinet-Fälldin III
Het kabinet–Fälldin III was de regering van het Koninkrijk Zweden van 22 mei 1981 tot 8 oktober 1982. Het kabinet werd gevormd door de politieke partijen Centerpartiet (CP) en Folkpartiet (FP) na dat de Moderata samlingspartiet (MS) uit het vorige kabinet was gestapt.

## Kabinet–Fälldin III (1981–1982)
| Ambtsbekleder                             | Ambtsbekleder     | Ambtsbekleder                  | Functie(s)                                    | Ambtstermijn    | Ambtstermijn   | Partij(en) |
| ----------------------------------------- | ----------------- | ------------------------------ | --------------------------------------------- | --------------- | -------------- | ---------- |
|                                           | Thorbjörn Fälldin | Thorbjörn Fälldin (1926–2016)  | Premier                                       | 12 oktober 1979 | 8 oktober 1982 | CP         |
|                                           | Ola Ullsten       | Ola Ullsten (1931–2018)        | Vicepremier                                   | 12 oktober 1979 | 8 oktober 1982 | FP         |
| Minister van Buitenlandse Zaken           | Ola Ullsten       | Ola Ullsten (1931–2018)        |                                               | 12 oktober 1979 | 8 oktober 1982 | FP         |
| Minister voor Ontwikkelings- samenwerking | Ola Ullsten       | Ola Ullsten (1931–2018)        |                                               | 12 oktober 1979 | 8 oktober 1982 | FP         |
|                                           | Rolf Wirtén       | Rolf Wirtén (1931–2023)        | Minister van de Schatkist                     | 5 mei 1981      | 8 oktober 1982 | FP         |
| Minister van het Budget                   | Rolf Wirtén       | Rolf Wirtén (1931–2023)        | 31 juli 1980                                  |                 | 8 oktober 1982 | FP         |
|                                           |                   | Carl Axel Petri (1929–2017)    | Minister van Justitie                         | 5 mei 1981      | 8 oktober 1982 | O          |
|                                           |                   | Björn Molin (1932)             | Minister van Economische Zaken                | 22 mei 1981     | 8 oktober 1982 | FP         |
| Minister voor Noorse Samenwerking         |                   | Björn Molin (1932)             |                                               | 22 mei 1981     | 8 oktober 1982 | FP         |
|                                           | Nils Åsling       | Nils Åsling (1927–2017)        | Minister van Handel                           | 12 oktober 1979 | 8 oktober 1982 | CP         |
|                                           |                   | Torsten Gustafsson (1920–1994) | Minister van Defensie                         | 22 mei 1981     | 8 oktober 1982 | CP         |
|                                           | Karin Söder       | Karin Söder (1928–2015)        | Minister van Sociale Zaken en Volksgezondheid | 12 oktober 1979 | 8 oktober 1982 | CP         |
|                                           | Ingemar Eliasson  | Ingemar Eliasson (1939)        | Minister van Arbeid                           | 31 juli 1980    | 8 oktober 1982 | FP         |
| Minister voor Energie                     | Ingemar Eliasson  | Ingemar Eliasson (1939)        | 22 mei 1981                                   |                 | 8 oktober 1982 | FP         |
|                                           |                   | Jan-Erik Wikström (1932)       | Minister van Onderwijs                        | 12 oktober 1979 | 8 oktober 1982 | FP         |
|                                           | Claes Elmstedt    | Claes Elmstedt (1928–2018)     | Minister van Transport                        | 22 mei 1981     | 8 oktober 1982 | CP         |
|                                           |                   | Birgit Friggebo (1941)         | Minister van Volkshuisvesting                 | 12 oktober 1979 | 8 oktober 1982 | FP         |
|                                           | Karl Boo          | Karl Boo (1918–1996)           | Minister van Regionale Zaken                  | 12 oktober 1979 | 8 oktober 1982 | CP         |
|                                           |                   | Anders Dahlgren (1925–1986)    | Minister van Landbouw                         | 12 oktober 1979 | 4 oktober 1982 | CP         |
|                                           | Claes Elmstedt    | Claes Elmstedt (1928–2018)     | Minister van Landbouw                         | 4 oktober 1982  | 8 oktober 1982 | CP         |
| Ministers zonder portefeuille             |                   |                                |                                               |                 |                |            |
| Ambtsbekleder                             | Ambtsbekleder     | Ambtsbekleder                  | Functie(s)                                    | Ambtstermijn    | Ambtstermijn   | Partij(en) |
|                                           | Olof Johansson    | Olof Johansson (1937)          | Minister voor Belastingen                     | 12 oktober 1979 | 8 oktober 1982 | CP         |
|                                           | Karin Andersson   | Karin Andersson (1918–2012)    | Minister voor Immigratie en Asielzaken        | 12 oktober 1979 | 8 oktober 1982 | CP         |
| Minister voor Gelijkheid                  | Karin Andersson   | Karin Andersson (1918–2012)    |                                               | 12 oktober 1979 | 8 oktober 1982 | CP         |
|                                           | Karin Ahrland     | Karin Ahrland (1931–2019)      | Minister voor Medische Zorg                   | 22 mei 1981     | 8 oktober 1982 | FP         |
|                                           |                   | Ulla Tillander (1931–1994)     | Minister voor Voortgezet Onderwijs            | 22 mei 1981     | 8 oktober 1982 | CP         |
| Minister voor Jeugdzaken                  |                   | Ulla Tillander (1931–1994)     |                                               | 22 mei 1981     | 8 oktober 1982 | CP         |